# BlueTrack

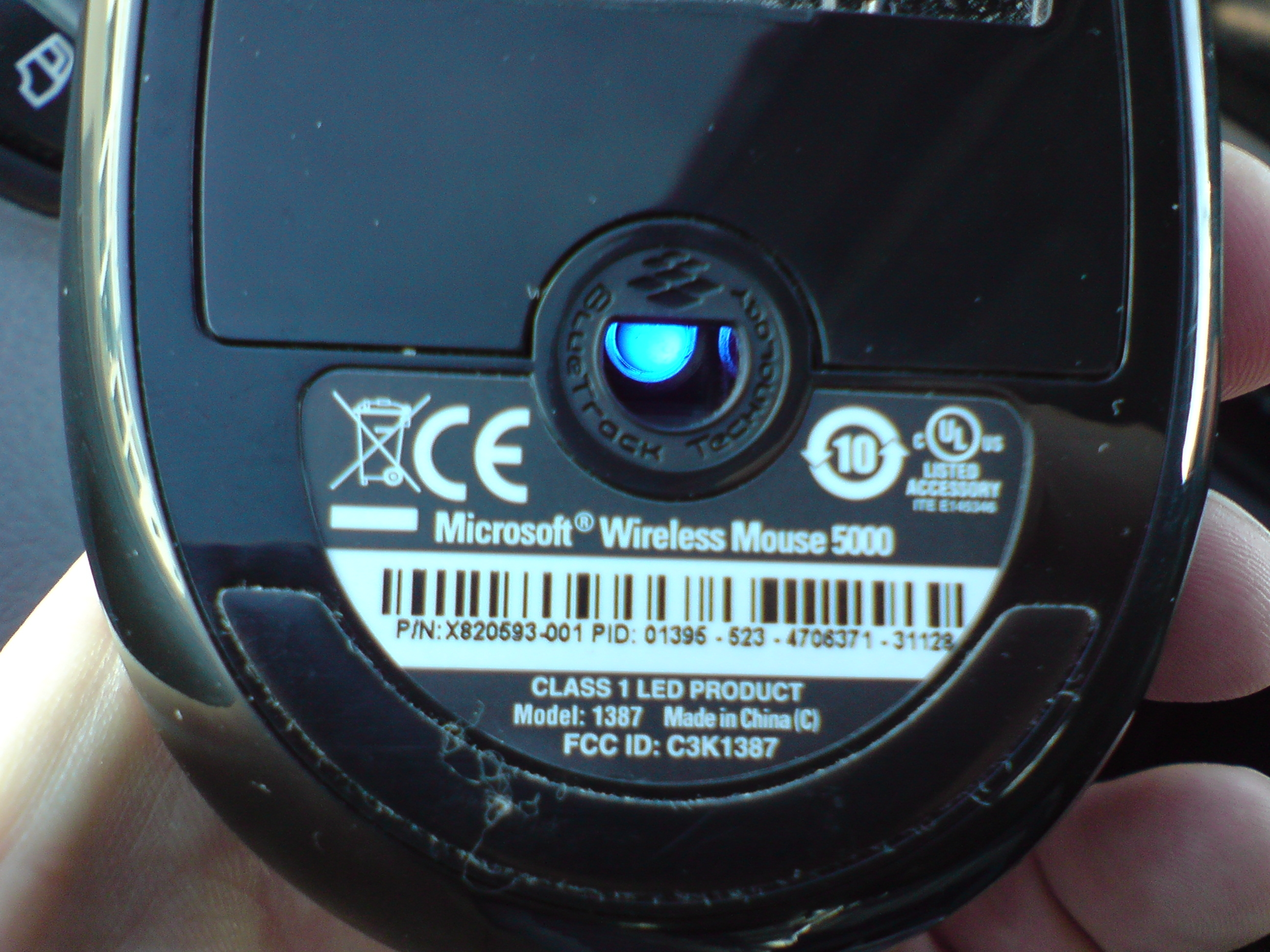
Luz azul indicativa da tecnologia BlueTrack.

BlueTrack é uma tecnologia de sensor óptico desenvolvida e patenteada pela Microsoft e lançada para o público em 2008, presente em mouses da empresa. Ela é uma alternativa aos mouses ópticos comuns, com raio vermelho. A tecnologia de raio azul oferece maior precisão e velocidade ao mouse, ela também facilita o reconhecimento de movimentos em superfícies inadequadas aos mouses de raio vermelho. Atualmente, são vendidos mouses com e sem fio que apresentam essa tecnologia. Os mouses sem fio são acompanhados de um nano-receptor que opera através de uma conexão de 2,4 GHz e pesa cerca de 75g, com alcance de aproximadamente 15 metros. A Microsoft informa, sobre o funcionamento da tecnologia, que existe uma combinação de um raio ótico, "muito poderoso, mas desfocado e impreciso", com um raio laser, "mais preciso e com feixe estreito". Gerando assim, uma imagem exata da superfície ao invés de uma borrada, como acontece com o feixe vermelho. Alguns mouses com a tecnologia alcançam resolução de até 3000dpi e conseguem processar 13 mil imagens por segundo.